# Дискретният чар на буржоазията
„Дискретният чар на буржоазията“ (на френски: Le charme discret de la bourgeoisie) е френски сатиричен филм от 1972 година, режисиран от Луис Бунюел. Автори на сценария са Бунюел и Жан-Клод Кариер, а главните роли се изпълняват от Фернандо Рей, Пол Франкьор, Делфин Сериг, Стефан Одран, Бюл Ожие, Жан-Пиер Касел. По-късно Бунюел определя филма като втора част на своеобразна трилогия, включваща още „Млечният път“ и „Призракът на свободата“ и посветена на „търсенето на истината“.

## Сюжет
В основата на сюрреалистичния сюжет са неуспешните опити на група представители на висшата класа да обядват заедно.

## В ролите
| Изпълнител            | Роля              |
| --------------------- | ----------------- |
| Фернандо Рей          | Дон Рафаел Акоста |
| Пол Франкьор          | Мосю Тевено       |
| Делфин Сериг          | Симона Тевено     |
| Бюл Ожие              | Флоранс           |
| Стефан Одран          | Алиса Сенешал     |
| Жан-Пиер Касел        | Анри Сенешал      |
| Жулиен Берто          | Епископ Дюфур     |
| Милена Вукотич        | Инес              |
| Мария Габриела Майоне | Терористката      |
| Клод Пиеплю           | Полковникът       |
| Мишел Пиколи          | Министърът        |

## Награди
През 1973 г. филмът печели награда „Оскар“ за най-добър чуждоезичен филм.